# 破土重生
破土重生(英文：Out of Ashes)是黑暗曙光推出的首張硬搖滾創作專輯，由聯合公園當家主唱查斯特擔任此自組的樂團主唱及創作首腦，也找來Julien-K樂團的團員合作，這張專輯是查斯特這些年來所經歷過的一切而創作出的搖滾樂章，也是繼聯合公園的MC主唱麥克‧信田之後，當家主唱查斯特 ‧ 班寧頓所推出的個人作品。

## 曲目列表
註：中文歌曲名稱為台灣華納唱片公司之翻譯
1. Fire (烈火)
2. Crawl Back In (找回自我)
3. Too Late (一切太遲)
4. Inside Of Me (心底深處)
5. Let Down (失望沮喪)
6. Give Me Your Name (給我你的名字)
7. My Suffering (我的苦難)
8. Condemned (宣判死刑)
9. Into You (為你著迷)
10. End Of The World (世界末日)
11. Walking In Circles (不停打轉)
12. In The Darkness (黑暗之中)